# Center for Virksomhedskommunikation
Center for Virksomhedskommunikation (engelsk: Centre for Corporate Communication eller CCC) er et forskningscenter, som blev oprettet i 2001 ved Handelshøjskolen i Aarhus. I dag er centeret placeret ved Institut for Erhvervskommunikation på
School of Business and Social Sciences, Aarhus Universitet. Centerets overordnede opgave har været at bidrage til at udvikle strategisk kommunikation i bred forstand som forskningsområde i Danmark.
Center for Virksomhedskommunikation definerer virksomhedskommunikation eller corporate communication bredt som et spændingsfelt, hvor forskellige discipliner som f.eks. public relations, corporate communication og organizational communication kan føre en dialog med hinanden om, hvordan man kan studere og arbejde med kommunikation i en strategisk og organisatorisk kontekst.

## Forskningsområder
Center for Virksomhedskommunikation bedriver forskning inden for bl.a. følgende ormråder:
- Centrale begreber inden for corporate communication (f.eks. identitet, omdømme og stakeholder)
- Kommunikation af virksomhedernes sociale ansvar eller corporate social responsibility (CSR)
- Kriseledelse og krisekommunikation
- Miljø- og klimakommunikation
- Strategiske ledelsessamtaler (rekruttering, MUS, sygefravær, afskedigelse)
- Interne og eksterne sociale medier
- Strategy as Practice
- Markedskommunikation (inspireret af Consumer Culture Theory)
- Institutionaliseringen af strategisk kommunikation i private og offentlige organisationer
- Strategisk kommunikation inden for specifikke organisatoriske felter så som kommuner eller museer

Forskerne ved centret har arrangeret ph.d.-kurser som f.eks.
- Research Paradigms in Strategic Communication: From Public Relations and Organizational Communication to Business Communication and Corporate Communication
- Workplace interaction
- Studying Crisis Communication: New  Theories and Methodologies (i samarbejde med Texas A&M University)
- Introducing the Philosophy of Science: A Multidimensional Perspective

## Gæsteprofessorer
Center for Virksomhedskommunikation har inviterer internationale gæsteprofessorer. Bl.a. har professor Michael Goodman, Corporate Communication International, Baruch College, Cuny, professor Robert L. Heath, University of Houston, professor W. Timothy Coombs, University of Central Florida, professor Sriramesh Krishnamurty, Purdue University, og professor Cynthia Stohl, University of California, Santa Barbara, opholdt sig ved centeret i kortere eller længere tid.